# Moskvič 420/422
Moskvič 420 (rusky: Москвич-420) a Moskvič 422 (rusky: Москвич-422) byly automobily vyráběné automobilkou MZMA (Moskevský Závod Malolitrážních Automobilů).

## Moskvič 420
Moskvič 420 byl kombi verze Moskviče 400, který je ve skutečnosti upravený Opel Kadett. Vyráběl se od roku 1946 do roku 1956.

## Moskvič 422
Moskvič 422 byl modernizací Moskviče 420. Výroba začala v roce 1948 a skončila roku 1956, kdy ho nahradil Moskvič 423.

## Technické údaje
- Motor
  - rozvod: SV
  - objem 1074 cm³
  - vrtání × zdvih: 67,5 mm × 75 mm
  - výkon: 17 kW (23 koní)
  - Maximální rychlost: 90 km/h
- Převodovka: třístupňová manuální
- Rozměry
  - Šířka: 1 400 mm
  - Výška: 1 545 mm
  - Rozchod kol
    - Přední: 1 105 mm
    - Zadní: 1 170 mm